# Línea 19 (AUVASA)
La línea 19 de AUVASA une el barrio de Puente Duero con el pueblo de La Cistérniga pasando por el centro de Valladolid, además de enclaves como el Hospital Río Hortega, el Polígono Industrial de San Cristóbal, la plaza de toros de Valladolid, el Laboratorio de las Artes (LAVA), centros comerciales como Vallsur o El Corte Inglés, y el aparcamiento disuasorio de C/ La Vía.
Comparte casi todo su recorrido con la línea 18, cuyas frecuencias se alternan cada media hora. Así, ambas asumen la demanda de viajeros entre Valladolid y La Cistérniga, y entre el centro y sur de la capital y Puente Duero y el Pinar de Antequera.

## Historia
La línea 19 nació en el año 2008 para renovar los servicios que realizaba previamente la línea 13 y unir La Cistérniga con el entonces nuevo Hospital Universitario Río Hortega. Posteriormente, con motivo de una reorganización de las líneas de Auvasa iniciada en 2018, las líneas 18 y 19 asumieron el recorrido de la línea 15 hasta el Pinar de Antequera y Puente Duero.

## Frecuencias

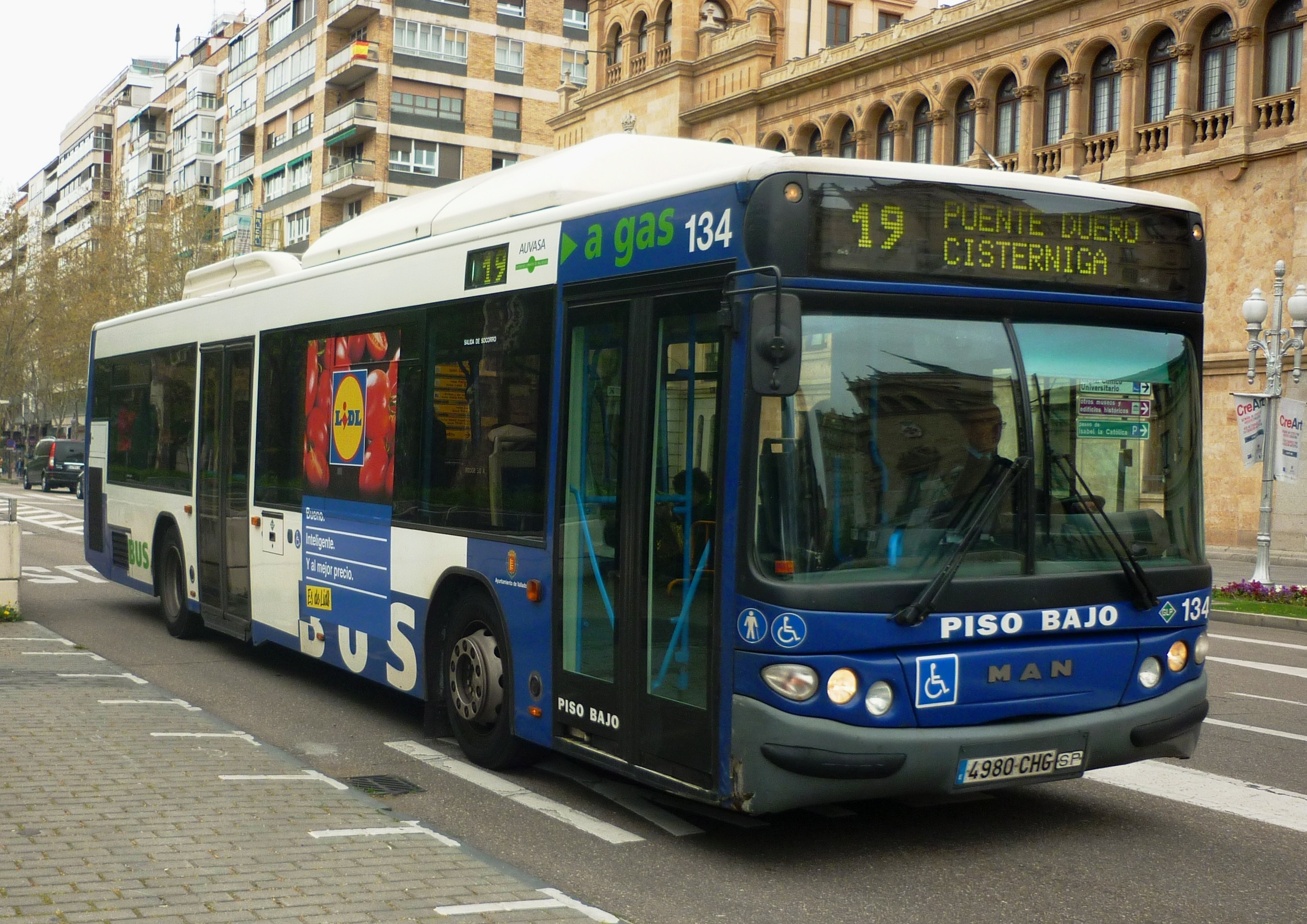
Bus 134 de Auvasa, en la plaza de Zorrilla, realizando la línea 19.

La línea 19 es una línea A Horario por lo que se indican todos los horarios de salida:
| DÍA            | LUGAR DE SALIDA | HORARIOS DE SALIDA | HORARIOS DE SALIDA | HORARIOS DE SALIDA | HORARIOS DE SALIDA | HORARIOS DE SALIDA | HORARIOS DE SALIDA | HORARIOS DE SALIDA | HORARIOS DE SALIDA | HORARIOS DE SALIDA | HORARIOS DE SALIDA | HORARIOS DE SALIDA | HORARIOS DE SALIDA | HORARIOS DE SALIDA | HORARIOS DE SALIDA | HORARIOS DE SALIDA | HORARIOS DE SALIDA | HORARIOS DE SALIDA |
| -------------- | --------------- | ------------------ | ------------------ | ------------------ | ------------------ | ------------------ | ------------------ | ------------------ | ------------------ | ------------------ | ------------------ | ------------------ | ------------------ | ------------------ | ------------------ | ------------------ | ------------------ | ------------------ |
| Lunes a sábado | PUENTE DUERO    | 7:55               | 8:50               | 9:50               | 10:50              | 11:50              | 12:50              | 13:50              | 14:50              | 15:50              | 16:50              | 17:50              | 18:50              | 19:50              | 20:50              | 21:50*             | -                  | -                  |
| Lunes a sábado | LA CISTÉRNIGA   | 7:45*              | 8:00               | 8:50*              | 9:00               | 10:00              | 11:00              | 12:00              | 13:00              | 14:00              | 15:00              | 16:00              | 17:00              | 18:00              | 19:00              | 20:00              | 21:00              | 22:10*             |
| Festivos       | PUENTE DUERO    | 7:30               | 8:50               | 9:50               | 10:50              | 11:50              | 12:50              | 13:50              | 14:50              | 15:50              | 16:50              | 17:50              | 18:50              | 19:50              | 20:50              | 22:00*             | -                  | -                  |
| Festivos       | LA CISTÉRNIGA   | 8:00               | 9:00               | 10:00              | 11:00              | 12:00              | 13:00              | 14:00              | 15:00              | 16:00              | 17:00              | 18:00              | 19:00              | 20:00              | 21:00              | 22:10*             | -                  | -                  |

- Primer servicio desde Pza. Circular 7 esq. Industrias, sentido Puente Duero: 7:15 lunes a sábado; 7:30 festivos.
- De lunes a viernes (salvo en el mes de agosto), el servicio de las 20:50 de Puente Duero se prolonga hasta el polígono industrial de La Mora, tras pasar por La Cistérniga. Regresa hacia Valladolid a las 22:07, saliendo de la cabecera habitual de La Cistérniga a las 22:10.
  - El resto de servicios a La Mora los realiza la línea 13.
- El servicio de las 22:10 de La Cistérniga finaliza en C/ Dos de Mayo esq. Divina Pastora de lunes a viernes, y en Puente Duero sábados y festivos.
- Los servicios de las 21:50* o 22:00* de Puente Duero finalizan en Pza. Circular 11 igl. Corazón de María.
- Los servicios de las 7:45* y 8:50* de La Cistérniga finalizan en C/ Dos de Mayo esq. Divina Pastora. Ambos servicios funcionan en días laborables excepto durante el mes de agosto.

### Servicios a El Pinarillo
Todos los días desde el 1 de julio al 15 de septiembre y sábados y festivos de todo el año, se prolongan hasta la urbanización El Pinarillo los siguientes servicios:
- Hacia Pinarillo:
  - Lunes a sábado: 7:30 (salida desde Pza. Circular 7 esq. Industrias como línea 18); 11:00, 15:00 y 20:00 (salidas desde La Cistérniga como línea 19).
  - Festivos: 7:30 (salida desde Pza. Circular 7 esq. Industrias como línea 19); 11:00, 15:00 y 20:00 (salidas desde La Cistérniga como línea 19).
- Hacia La Cistérniga:
  - Lunes a sábado: 8:20, 12:20, 16:20 y 21:20 (salidas como línea 18).
  - Festivos: 8:50, 12:50, 16:50 y 22:00 (salidas como línea 19).

## Paradas
Nota: Al pinchar sobre los enlaces de las distintas paradas se muestra cuanto tiempo queda para que pase el autobús por esa parada.
| Hacia La Cistérniga                                          | Correspondencia con líneas: |
| ------------------------------------------------------------ | --------------------------- |
| * Ctra. Viana urb. El Pinarillo                              | 18                          |
| Cañada Valdestillas 21                                       | 18                          |
| C/ Real 85 fte. Pza. Damián Tascón Prieto                    | 18                          |
| C/ Real 7                                                    | 18                          |
| Ctra. Rueda cuartel Teniente Galiana                         | 18                          |
| Pinar de Antequera sentido La Cistérniga                     | 18                          |
| Ctra. Rueda fte. parque de Artillería                        | 18                          |
| Ctra. Rueda fte. 232 fte. Col. Ave María                     | 18                          |
| Ctra. Rueda 187 hotel                                        | 18                          |
| Ctra. Rueda esq. Madroño                                     | 18                          |
| C/ Miguel Delibes 19B esq. Unamuno                           | 2 18 23 F1                  |
| C/ Pío Baroja 9 igl. San Simón de Rojas                      | 18                          |
| C/ Antonio Machado esq. José María Pemán                     | 18                          |
| Cañada Real 131 esq. Vinos de Rueda                          | 18                          |
| Cañada Real 67 esq. Vinos Ribera de Duero                    | 18                          |
| Pº Zorrilla 153 fte. centro comercial                        | 1 18 F1                     |
| Pº Zorrilla 133 Bº La Rubia                                  | 1 18 U1 F1                  |
| Pº Zorrilla 101 LAVA                                         | 1 2 5 16 18 23 26 C2 H F1   |
| Pº Zorrilla 65 fte. centro comercial                         | 1 2 5 7 10 18 26 C2 U1      |
| Pº Zorrilla 39 esq. Puente Colgante                          | 1 5 7 18                    |
| Pº Zorrilla 1 antiguo Hosp. Militar                          | 1 5 7 18 26                 |
| C/ Gamazo 17 esq. Bailén                                     | 2 7 9 18                    |
| Pza. España 13 fte. Bola del Mundo                           | 7 13 18 26                  |
| Pza. Cruz Verde 5                                            | 3 18 F2 F3                  |
| Pza. Circular 11 igl. Corazón de María                       | 3 17 18 F2 F3               |
| C/ San Isidro 30 esq. Cádiz                                  | 17                          |
| Pº Juan Carlos I 19 esq. Delicias                            | -                           |
| Pº Juan Carlos I fte. Bomberos Delicias                      | 9                           |
| C/ Miguel Ruiz de Temiño esq. Juan Carlos I sentido Hospital | 4 9 F2                      |
| C/ Armonio 22 esq. Castañuelas                               | 4 9 F2                      |
| C/ Víctimas del Terrorismo fte. Hospital Río Hortega         | 4                           |
| Ctra. Segovia fte. Víctimas del Terrorismo                   | 4 14                        |
| Ctra. Segovia fte. Col. Hijas de Jesús                       | 4 13 14                     |
| C/ Picos de Europa esq. Arribes del Duero                    | -                           |
| C/ Arribes del Duero fte. Cañón de Río lobos                 | -                           |
| C/ Pirita esq. Esmeralda                                     | 9 17                        |
| C/ Pirita 10                                                 | 9 13 17                     |
| C/ Pirita fte. 67                                            | 9                           |
| C/ Oro fte. 4                                                | -                           |
| Avda. Soria fte. 32                                          | 13 18 F2                    |
| C/ San Cristóbal 15 esq. Avda. Soria                         | 13 18 F2                    |
| Pza. Mayor 29                                                | 13 18 F2                    |
| Avda. Soria esq. Diego Velázquez                             | 13 18                       |
| Avda. Julián Merino Lápice Piscinas Municipales              | 13 18 F2                    |
| C/ Cuesta Redonda esq. Azuela                                | 13 18                       |
| **Cº Yeseras Polideportivo                                   | 13 18 F2                    |
| * Avda. Los Álamos fte. hotel                                | 13                          |
| * Pza. Olivo                                                 | 13                          |
| * Pº Acacia esq. Olmo                                        | 13                          |
| Hacia Puente Duero                                           |                             |
| * Avda. Los Álamos fte. hotel                                | 13                          |
| * Pza. Olivo                                                 | 13                          |
| * Pº Acacia esq. Olmo                                        | 13                          |
| Cº Yeseras Polideportivo                                     | 13 18 F2                    |
| C/ Cuesta Redonda Piscinas Municipales                       | 13 18 F2                    |
| C/ Castillejo fte. 4-6                                       | 13 18                       |
| Pza. Mayor fte. 29                                           | 13 18 F2                    |
| C/ Lucio Zumel esq. Avda. Soria                              | 13 18 F2                    |
| Avda. Soria 32                                               | 13 18 F2                    |
| C/ Oro 4                                                     | -                           |
| C/ Pirita 67                                                 | 9                           |
| C/ Pirita fte. 10 esq. Aluminio                              | 9 13 17                     |
| C/ Pirita 13 fte. Esmeralda                                  | 9 17                        |
| C/ Arribes del Duero esq. Cañón de Río Lobos                 | -                           |
| C/ Picos de Europa esq. Sierra de Gredos                     | -                           |
| Ctra. Segovia Col Hijas de Jesus                             | 4 13 14                     |
| C/ Víctimas del Terrorismo esq. Ctra. Segovia                | 4 6 H                       |
| C/ Víctimas del Terrorismo Hospital Río Hortega              | 4 6 H                       |
| C/ Armonio esq. Laúd                                         | 4 9 F2                      |
| C/ Miguel Ruiz de Temiño esq. Juan Carlos I sentido centro   | 4 9 F2                      |
| Pº Juan Carlos I 20 esq. General Shelly                      | -                           |
| Pº Juan Carlos I fte. 29 Col. Pablo Picasso                  | -                           |
| C/ San Isidro 43 entrada túnel                               | 17                          |
| Pza. Circular 7 esq. Industrias                              | 3 17 18 U1 F2 F3            |
| C/ Nicolás Salmerón 19 esq. Labradores                       | 3 18 F2 F3                  |
| Pza. Caño Argales                                            | 3 6 9 13 14 18 F3           |
| C/ Dos de Mayo esq. Divina Pastora                           | 14 18 24                    |
| Pza. Zorrilla 3 esq. Santiago                                | 1 4 7 18                    |
| Pº Zorrilla 52 esq. Pº Hospital Militar                      | 1 5 7 18 26                 |
| Pº Zorrilla 88 fte. pza. de toros                            | 1 2 5 7 9 18 F2             |
| Pº Zorrilla 130 centro comercial                             | 1 2 5 7 10 18 23 26 C1      |
| Pº Zorrilla 166 fte. LAVA                                    | 1 2 5 16 18 23 26 C1 H F1   |
| Pº Zorrilla 198 Bº La Rubia                                  | 1 18 F1                     |
| Pº Zorrilla 236 fte. centro comercial                        | 1 18 F1                     |
| Cañada Real 74 fte. Vinos Ribera de Duero                    | 18                          |
| Cañada Real 144 esq. Vega de Valdetronco                     | 18                          |
| C/ Antonio Machado esq. Pío Baroja                           | 18                          |
| C/ Pío Baroja 14 esq. Miguel Delibes                         | 18                          |
| C/ Miguel Delibes 40 esq. Unamuno                            | 2 18 23                     |
| Ctra. Rueda fte. Madroño                                     | 18                          |
| Ctra. Rueda fte. 187 fte. hotel                              | 18                          |
| Ctra. Rueda 232 Col. Ave María                               | 18                          |
| Ctra. Rueda parque de Artillería                             | 18                          |
| Ctra. Rueda piscinas Fasa                                    | 18                          |
| Pinar de Antequera sentido Puente Duero                      | 18                          |
| Ctra. Rueda fte. cuartel Teniente Galiana                    | 18                          |
| C/ Real fte. 7                                               | 18                          |
| C/ Real 106 Pza. Damián Tascón Prieto                        | 18                          |
| ** Cañada Valdestillas 21                                    | 18                          |
| * Ctra. Viana esq. Cañada Valdestillas                       | 18                          |
| * Ctra. Viana urb. El Pinarillo                              | 18                          |

- Las paradas marcadas con asterisco (*) pertenecen, respectivamente, a las prolongaciones de El Pinarillo y Polígono La Mora.
- La parada de Cañada Valdestillas 21 no tiene servicio en las expediciones hacia El Pinarillo.
- La parada de Cº Yeseras Polideportivo no tiene servicio en las expediciones hacia el Polígono La Mora.

## Líneas relacionadas
El barrio de Puente Duero tiene servicio nocturno en viernes, sábados y vísperas de festivos con la línea B4, y La Cistérniga con la línea B5. Además, La Cistérniga cuenta con la línea M7 que la conecta con el centro de Valladolid a las 6:50h de lunes a viernes laborables.